# Rudolf Tomíček
Rudolf Tomíček (* 17. března 1948 Praha) je český politik, v 90. letech 20. století a počátkem 21. století poslanec Poslanecké sněmovny za ČSSD.

## Biografie
Narodil se v Praze, publikoval práce na téma dějin hornictví a Horního Slavkova. V roce 1996 se uvádí jako podnikatel.
Ve volbách v roce 1996 byl zvolen do poslanecké sněmovny za ČSSD (volební obvod Západočeský kraj). Mandát obhájil ve volbách v roce 1998 a volbách v roce 2002 a ve sněmovně setrval do voleb v roce 2006. Byl členem sněmovního výboru pro veřejnou správu, regionální rozvoj a životní prostředí (v letech 1998-2002 i jeho místopředsedou). Kromě toho v letech 2002-2006 zasedal ve volebním výboru sněmovny. V roce 2000 zastával funkci předsedy krajského výkonného výboru ČSSD na Karlovarsku. V roce 2005 byl v primárkách ČSSD zařazen až na 3. a tedy nevolitelné místo kandidátní listiny strany v Karlovarském kraji, načež se vzdal všech stranických funkcí.
V komunálních volbách roku 1994, komunálních volbách roku 1998, komunálních volbách roku 2002 a komunálních volbách roku 2014 byl zvolen do zastupitelstva města Horní Slavkov za ČSSD.
Od roku 2007 do 2013 pracoval v Muzeu Sokolov.
Věnuje se publikační činnosti a je autorem nebo spoluautorem řady knih především z oblasti regionální historie.